# Tatjana Bobnar
Tatjana Bobnar, slovenska policistka in političarka; * 13. junij 1969, Ljubljana.
V času vlade Marjana Šarca je bila imenovana na mesto generalne direktorice Policije, s tem pa postala tudi prva ženska na tem položaju. 1. junija 2022 je postala ministrica za notranje zadeve Republike Slovenije v vladi Roberta Goloba. S te funkcije je odstopila decembra istega leta zaradi domnevnega političnega vpletanja v delo policije in njene organizacije. Trenutno je svetovalka predsednice republike Nataše Pirc Musar.

## Izobraževanje
Rojena je bila v Ljubljani. Obiskovala je srednjo jezikovno in družboslovno šolo na Gimnaziji Poljane. Študirala je na Pravni fakulteti v Ljubljani in tam leta 1993 diplomirala iz kriminalistike in kazenskega prava. Leta 2004 je na isti fakulteti magistrirala iz pravnih znanosti s temo Spolna zloraba otrok v družini : kriminološki in kazenskopravni vidiki. Med letoma 1993 in 2019 se je udeleževala številnih strokovnih izpopolnjevanj in seminarjev tako doma kot v tujini na temo preiskovanja kaznivih dejanj, zlorab otrok, vodenja v policiji itd.

## Kariera
Na Policijski upravi Ljubljana je bila med letoma 1993 in 1996 zaposlena kot kriminalistka v skupini za mladoletniško kriminaliteto. V obdobju od 1996 do 2002 je bila tam vodja skupine. Od leta 2002 do 2007 je delala na Policijski upravi Ljubljana kot vodja službe za operativno podporo, kasneje je napredovala v pomočnico direktorja. Bila je tudi pomočnica direktorja Uprave kriminalistične policije. Od leta 2009 do 2018 je delovala kot pomočnica generalnega direktorja policije, z letom 2012 pa je dobila tudi zaposlitev na Višji policijski šoli. Leta 2018 jo je takratna vlada pod vodstvom Marjana Šarca imenovala za generalno direktorico policije. S položaja je bila razrešena marca 2020 z nastopom vlade Janeza Janše. 

### Ministrica za notranje zadeve
Od 1. junija 2022 do 14. decembra 2022 je v 15. slovenski vladi opravljala funkcijo ministrice za notranje zadeve. Primopredaja je potekala v četrtek, 2. junija 2022. Njen predhodnik Aleš Hojs ob predaji poslov ni želel stopiti pred kamere, medtem ko je Bobnarjeva v svojem ostrejšem govoru dejala, da smo bili »priča pravnemu razgrajaštvu in barbarstvu v podobi odlokov, ki so bili prepoznani kot protiustavni.« Dodala je, da nikoli ne bo prestopila meje med politiko in policijo.
V začetku decembra 2022 Vlada Republike Slovenije ni potrdila njenega predloga za poveritev polnega mandata generalnega direktorja Policije Boštjanu Lindavu, ampak mu je podaljšala status vršilca dolžnosti. Tatjana Bobnar je čez nekaj dni napovedala svoj odstop z mesta notranje ministrice, zaradi političnih pritiskov in vmešavanja v policijo. Odstop je predsednik vlade Robert Golob sprejel zaradi izgube zaupanja. 14. decembra 2022 jo je začasno nadomestila ministrica za javno upravo Sanja Ajanović Hovnik. V podporo Tatjani Bobnar je iz Gibanja Svoboda kasneje odstopila tudi Marta Kos.
23. oktobra 2023 je bila Tatjana Bobnar v zvezi s političnim vmešavanjem v delo policije zaslišana pred pristojno preiskovalno komisijo. Dejala je, da je predsednik vlade Robert Golob od nje kot notranje ministrice zahteval "nedopustna in nesprejemljiva" dejanja; med drugim da je od Bobnarjeve v zameno za njegovo zaupanje zahteval določena odpuščanja in imenovanja na Policiji, tudi specifičnih ljudi. Tatjana Bobnar je pred komisijo dejala tudi, da je Golob od nje zahteval očiščenje "janšistov", kar je Golob naslednji dan tudi sam potrdil, njene ostale navedbe pa označil za natolcevanja.
1. marca 2023 je predsednica republike Nataša Pirc Musar Tatjano Bobnar imenovala za svetovalko za človekovo varnost.